# Balistes vetula
Il pesce balestra variegato o pesce balestra regina, (Balistes vetula (Linnaeus, 1758)), è un pesce che vive in acque tropicali. Può raggiungere la dimensione massima di cinquanta centimetri e si ciba di piccoli pesci ed invertebrati.

## Descrizione
Il pesce balestra regina raggiunge i 60 cm, anche se la maggior parte dei pesci è lunga circa la metà. I suoi colori tipici sono blu, viola, turchese e verde, la sua gola è giallastra e ha delle linee blu chiaro sulle pinne e sulla testa. Può cambiare colore per adattarsi all'ambiente circostante o se sottoposto a stress.

## Distribuzione
Nell'Atlantico occidentale si può trovare in un'area che si estende dal Canada al Brasile meridionale, mentre nell'Atlantico orientale si può trovare nelle zone limitrofe all'isola di Ascensione, Capo Verde, Azzorre e a sud fino all'Angola. È abbastanza comune anche in Florida, nelle Bahamas e nei Caraibi.

## Fonti
Pesci marini, su mare2000.it. URL consultato il 6 luglio 2008 (archiviato dall'url originale il 14 febbraio 2008).